# Jesse González
Andres Antonio Melendez (Edenton, Carolina del Norte, Estados Unidos; 25 de mayo de 1995) es un futbolista nacido en los Estados Unidos de padres mexicanos. Juega de guardameta,  actualmente se encuentra sin equipo luego de que el FC Dallas rescindiera su contrato en la temporada 2020.

## Trayectoria

### Inicios
González jugó para un equipo local de Dallas llamado C. D. Independiente bajo el entrenador en jefe José Antonio Radilla.  Fue reclutado por el F. C. Dallas a la edad de 16 años y comenzó en la academia sólo para ser firmado unos años más tarde.

### F. C. Dallas
El 25 de marzo de 2013, González firmó un contrato como jugador con el F. C. Dallas, convirtiéndose en fichaje de cosecha propia en la historia del club.
El 22 de agosto del 2015 González debuta oficialmente a sus 20 años portando la camiseta número "44"  en la Primera División con el F. C. Dallas jugando los 90' minutos en la derrota 1-0 ante Vancouver Whitecaps.

## Selección nacional

### Categorías inferiores

#### Sub-20
Campeonato Sub-20
Jesse González fue incluido en la lista definitiva de los 20 jugadores qué jugaron el Campeonato Sub-20 2015, con sede en Jamaica.
Debutó el 10 de enero del 2015 en el Campeonato sub-20 2015 jugando los 90' minutos en la victoria 9-1 ante Cuba.
Mundial Sub-20
El 8 de mayo del 2015 González fue uno de los 21 convocados por el técnico Sergio Almaguer para jugar el Mundial Sub-20 2015, con sede en Nueva Zelanda.
Debutó el 3 de junio del 2015 en el Mundial sub-20 2015 jugando los 90' minutos en la victoria 2-1 ante Uruguay.

### Sub-23
Tras una buena temporada con el FC Dallas, el 6 de enero del 2015 fue convocado por Raul Gutiérrez para la Sub-23 de México.
Cambio de Selección
Tras un trámite especial González pasó a jugar con la Selección de fútbol de los Estados Unidos de América, fue convocado para el partido amistoso contra Chile el 26 de marzo de 2019 por el seleccionador Gregg Berhalter.

### Participaciones en Selecciones nacionales
| #                                   | Copa                                | Categoría                           | Sede                                | Resultado                           | Partidos | Goles |
| ----------------------------------- | ----------------------------------- | ----------------------------------- | ----------------------------------- | ----------------------------------- | -------- | ----- |
| 1                                   | Campeonato Sub-20 de 2015           | Sub-20                              | Jamaica                             | Campeón                             | 6        | -4    |
| 1                                   | Mundial Sub-20 de 2015              | Sub-20                              | Nueva Zelanda                       | Primera fase                        | 2        | -3    |
| Total parcial en selección nacional | Total parcial en selección nacional | Total parcial en selección nacional | Total parcial en selección nacional | Total parcial en selección nacional | 8        | -7    |

### Estadísticas
| Club                        | Div.          | Temporada     | Liga  | Liga  | Torneos nacionales | Torneos nacionales | Torneos internacionales | Torneos internacionales | Total | Total |
| Club                        | Div.          | Temporada     | Part. | Goles | Part.              | Goles              | Part.                   | Goles                   | Part. | Goles |
| --------------------------- | ------------- | ------------- | ----- | ----- | ------------------ | ------------------ | ----------------------- | ----------------------- | ----- | ----- |
| F. C. Dallas Estados Unidos |               |               |       |       |                    |                    |                         |                         |       |       |
| 1.ª                         | MLS-2015      | 15            | -18   | 0     | 0                  | 0                  | 0                       | 15                      | -18   |       |
| 1.ª                         | MLS-2016      | 6             | -11   | 2     | -3                 | 4                  | -4                      | 12                      | -18   |       |
| 1.ª                         | MLS-2017      | 29            | -40   | 1     | -3                 | 0                  | 0                       | 30                      | -43   |       |
| 1.ª                         | MLS-2018      | 22            | -30   | 1     | -3                 | 2                  | -3                      | 25                      | -36   |       |
| 1.ª                         | MLS-2019      | 33            | -46   | 0     | 0                  | 0                  | 0                       | 33                      | -46   |       |
| 1.ª                         | MLS-2020      | 1             | -1    | 0     | 0                  | 0                  | 0                       | 1                       | -1    |       |
| Total club                  | Total club    | 106           | -146  | 4     | -9                 | 6                  | -7                      | 116                     | -162  |       |
| Total carrera               | Total carrera | Total carrera | 106   | -146  | 4                  | -9                 | 6                       | -7                      | 116   | -162  |

### Resumen estadístico
| Competición           | Partidos | Goles |
| --------------------- | -------- | ----- |
| Major League Soccer   | 75       | -101  |
| Copas nacionales      | 4        | -9    |
| Copas internacionales | 6        | -7    |
| Sub-23                | 1        | 0     |
| Total                 | 86       | -117  |

## Palmarés

### Torneos nacionales
| Título                   | Equipo       | País           | Año  |
| ------------------------ | ------------ | -------------- | ---- |
| Lamar Hunt U.S. Open Cup | F. C. Dallas | Estados Unidos | 2016 |
| MLS Supporters' Shield   | F. C. Dallas | Estados Unidos | 2016 |